# Melitoxoides
Melitoxoides is een geslacht van vlinders van de familie tastermotten (Gelechiidae).

## Soorten
- M. cophias (Meyrick, 1913)
- M. glauca Janse, 1960
- M. leucodoxa (Meyrick, 1920)
- M. panaula (Meyrick, 1909)